# Parque nacional Fuerte Lytton

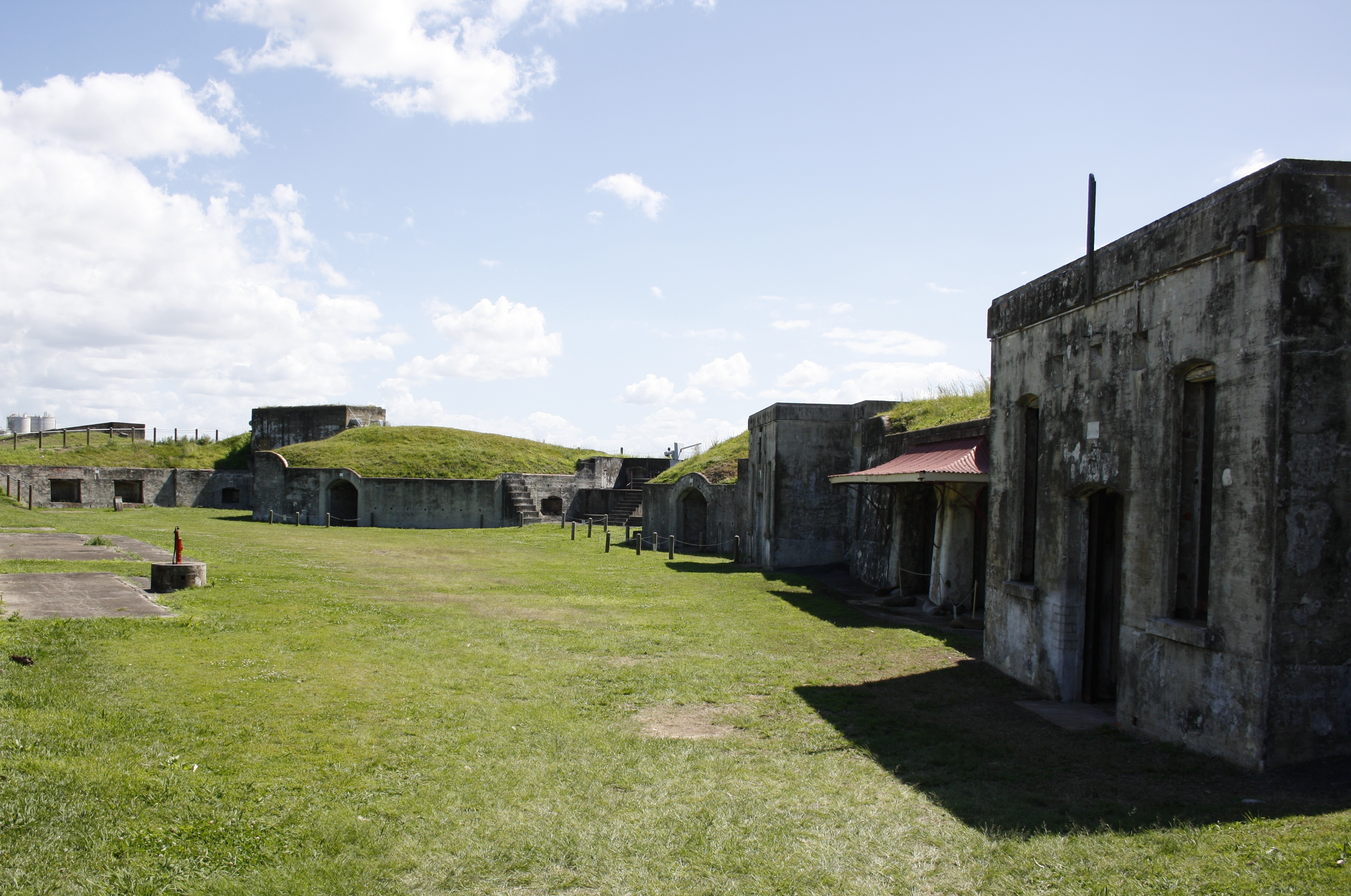
Fotografía que muestra el interior del foso de Fort Lytton, Brisbane, Australia.

Fuerte Lytton es un parque nacional en Queensland (Australia), ubicado a 13 km al noreste de Brisbane.

## Datos
- Área: 0,13 km²
- Coordenadas: 27°24′44″S 153°08′59″E / -27.41222, 153.14972
- Fecha de Creación: 1990
- Administración: Servicio para la Vida Salvaje de Queensland
- Categoría IUCN: II

Véase también:
- Zonas protegidas de Queensland

- Datos: Q48642
- Multimedia: Fort Lytton National Park / Q48642